# پاک (اشتایرمارک)
پاک (به آلمانی: Pack) یک منطقهٔ مسکونی در اتریش است که در ویتسبرگ واقع شده‌است. پاک ۳۹٫۰۶ کیلومتر مربع مساحت دارد ۱٫۱۱۶ متر بالاتر از سطح دریا واقع شده‌است.